# 九三式十三粍機銃

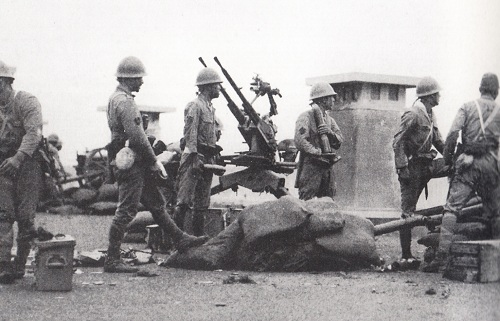
建物の屋上に設置された九三式十三粍機銃/ホ式十三粍高射機関砲
ウィキメディア・コモンズでは、「1939年に海軍陸戦隊が用いている九三式十三粍機銃」とされている。

九三式十三粍機銃（きゅうさんしきじゅうさんみりきじゅう）は、1933年(昭和8年、皇紀2593年)に大日本帝国海軍に制式採用された高射機関砲である。

## 概要
保式十三粍機銃の名で輸入した、仏オチキス製のオチキス13.2mm重機関銃を九三式十三粍機銃として制式化し、1935年（昭和10年）頃から横須賀海軍工廠でライセンス製造を行なった。 弾薬は13.2×99mmオチキス弾（オチキス規格）を国産化した九三式実包を用いた。
1930年代以降の改装で、性能が低い毘式四十粍機銃に代わる対空兵装として4連装機銃が換装されたほか、重巡洋艦（一等巡洋艦）と戦艦には艦橋の対空機銃としてに連装機銃が1-2基が搭載された。また、軽巡洋艦（二等巡洋艦）が竣工時に搭載していた三年式8cm高角砲の代替として、連装機銃が搭載された。このうち、高角砲の代替で搭載された連装機銃は、1940年前後に同じくオチキス製の25mm高射機関砲を基にした 九六式25mm機銃に換装された。1944年（昭和19年）には対空能力増強のため、無数の九六式25mm機銃と共に再び搭載した艦もあった。これらは不足する25mm機銃を補完したが、軽量で小型だったことから駆逐艦などの小形艦艇にも搭載された。また、地上設置式の要地防御用にも装備され、第二次世界大戦終結まで使われた。
なお、大日本帝国陸軍でも輸入したオチキス13.2mm重機関銃をホ式十三粍高射機関砲という名称で準制式化して使用した。そのため、写真や記録などでは、九三式十三粍機銃と混同されていることがある。また、大戦中には同じく13.2×99mm弾を使用する航空機銃として三式十三粍固定機銃を開発しているが、この機銃のベースはブローニングM2重機関銃である。

## 搭載艦

### 戦艦
- 大和型戦艦 - 連装2基（竣工時）[6]
- 長門 - 単装2基（1943年7月-1944年1月）[2]
- 扶桑型戦艦
  - 扶桑 - 単装10基（1937-1942年、1944年7月-）[2]、4連装4基（1933年5月-1937年）[4]
  - 山城 - 単装10基（1944年8月-）[2]
- 金剛型戦艦[4]
  - 金剛 - 4連装2基（1934年?-1938年1月?）
  - 比叡 - 4連装2基（1934年?-1940年1月?）

### 航空母艦
- 鳳翔 - 連装6基（1936年12月-）[3]
- 龍驤 - 4連装6基（1933年5月-）[4]
- 龍鳳 - 単装6基（1944年7月-）[2]
- 雲鷹 - 単装10基（1940年7月-）[2]

### 重巡洋艦
- 古鷹型重巡洋艦 - 連装2基（竣工時）[3]
- 青葉型重巡洋艦 - 4連装2基（1932年-1940年10月）[4]、連装2基（竣工時。青葉のみ1943年2月に25mm機銃に換装）[3]
- 妙高型重巡洋艦
  - 妙高 - 4連装2基（1935年3月-1941年4月）[4]、連装2基（1941年4月-1943年6月）[3]
  - 那智 - 4連装2基（1935年6月-1940年3月）[4]、連装2基（1940年3月-1943年5月）[3]
  - 足柄 - 4連装2基（1935年2月-1940年6月）[4]、連装2基（1940年6月-1943年4月）[3]
  - 羽黒 - 4連装2基（1935年6月-1939年12月）[4]、連装2基（1939年12月-1943年7月）[3]
- 高雄型重巡洋艦
  - 高雄 - 4連装2基（1935年?-1939年8月）[4]、連装2基（1939年8月-1943年?）[3]
  - 愛宕 - 4連装2基（1935年?-1939年10月）[4]、連装2基（1939年10月-1943年?）[3]
  - 鳥海 - 4連装2基（1935年?-1943年?）[4]、単装2基（1944年7月-）[2]
  - 摩耶 - 4連装2基（1935年?-1944年4月）[4]
- 最上型重巡洋艦[注 1] - 連装2基[3]
  - 最上（1935年7月-1943年4月）
  - 三隈（1935年8月-）
  - 鈴谷（1937年10月-1943年?）
  - 熊野（1937年12月-1943年?）
- 改鈴谷型重巡洋艦 - 連装2基[7]（計画のみ）
- 八十島 - 単装8基（1938-1944年）

### 軽巡洋艦
- 天龍型軽巡洋艦 - 単装2基（1937年-1941年?[3]または1942年[8]）
- 球磨型軽巡洋艦
  - 多摩 - 連装2基（1934-1940年[3]）、単装8基（あ号作戦以降、1944年8月-[2]）[9][10]
  - 北上 - 連装2基（1944年3月-）[3]
  - 大井 - 連装2基（1944年3月-）[3]
  - 木曾 - 連装1基（1962年12月-1944年8月）[3]、単装8基（1944年8月-）[2][11]
- 長良型軽巡洋艦
  - 長良 - 4連装1基（1934年1月-1942年?）[4]、連装2基（1934年1月-1941年3月）後に1基（1942年5月-）[3]、単装8基（あ号作戦以降、1944年8月[2][12]）
  - 五十鈴 - 4連装1基（1934年2月-1942年?）[4]、連装2基（1934年2月-1939年2月）[3]
  - 名取- 4連装1基（1932年9月-1942年?）[4]、連装2基（1932年9月-1940年4月）後に1基（1940年?-）[3]
  - 由良 - 4連装1基（銃座のみ）[13]、連装2基（1934年1月-1938年）[3]
  - 鬼怒 - 4連装1基（1934年8月-1942年?）[4]、連装2基（1934年8月-撤去時期不明）後に連装1基（1942年?）[3]
  - 阿武隈 - 4連装1基（1934年-1942年5月）[4]、連装2基（1935年-1938年2月）後に1基（1942年5月-）[3]、単装8基（1944年6月）後に5基（1944年8月-）[2]
- 川内型軽巡洋艦 - 4連装1基（1932-1942年）[14]、連装2基（1933-1938年）[13]
  - 川内 - 4連装1基（1934年2月-1942年?）[4]、連装2基（1934年2月-1937年）後に1基（1942年?-）[3]
  - 神通 - 4連装1基（1934年7月-1942年?）[4]、連装2基（1934年7月-1937年）後に1基（1942年?-）[3]
  - 那珂 - 4連装1基（1934年2月-1942年）[4]、連装2基（1934年2月-1937年）後に1基（1943年3月-）[3]
- 夕張 - 連装1基（1933年[3]または1934年-1940年）[15]→2基（1941年までに）→4基（1942年1-4月）→2基（1942年4月-1943年）[16]
- 阿賀野型軽巡洋艦
  - 阿賀野・能代 - 連装2基（竣工時のみ）[17]
- 香取型練習巡洋艦[注 2]
  - 香椎 - 単装8基[2]

### 駆逐艦
- 神風型駆逐艦
  - 神風 - 連装1基（1944年8月-）[3]
- 吹雪型駆逐艦
  - 響 - 連装1基（1944年7月-）[3]
  - 曙・潮 - 単装6基（1944年8月-）[2]
- 初春型駆逐艦 - 単装4基[2]
  - 初春・若葉（1944年8月-）
  - 初霜（1944年9月-）
- 白露型駆逐艦
  - 海風 - 連装2基（1937年5月-）[3]
  - 山風 - 連装2基（1937年6月-）[3]
  - 江風 - 連装2基（1937年4月-）[3]
  - 涼風 - 連装2基（1937年8月-）[3]
  - 時雨 - 単装4基（1944年12月-）[2]
- 朝潮型駆逐艦
  - 満潮 - 連装2基（1937年10月-1943年）[3]
  - 朝雲 - 連装2基（1938年3月-1943年）[3]
  - 山雲 - 連装2基（1938年1月-1943年）[3]
  - 霞 - 単装4基（1944年9月-）[2]
- 陽炎型駆逐艦 - 単装4基[2]
  - 不知火（1944年9月-）
  - 雪風・野分（1944年8月-）
- 夕雲型駆逐艦
  - 清霜 - 単装4基（1944年8月-）[2]
- 秋月型駆逐艦
  - 初月 - 単装3基（1944年6月-）[2]
  - 若月 - 単装3基（1944年8月-）[2]
- 島風 - 連装1基（1943年5月-1944年6月）[3]、単装1基（1944年6月-）[2]
- 松型駆逐艦
  - 松 - 単装4基（1944年8月）[2]

### 海防艦
- 択捉型海防艦
  - 隠岐 - 単装4基（1944年8月-）[2]
  - 天草 - 単装2基（1944年8月-）[2]
- 丁型海防艦[2]
  - 第四号海防艦 - 単装2基（1944年6月-）
  - 第十二号海防艦 - 単装5基（1944年6月-）
  - 第二十四号海防艦 - 単装4基（1944年6月-）

### 砲艦
- 安宅 - 連装2基（1937年-、1944年に連装2基を追加）[3]
- 鳥羽 - 連装1基（1942年-）[3]
- 勢多型砲艦 - 連装2基（1932年-）[3]
- 熱海型砲艦 - 連装1基（1937年-）[3]

### 水雷艇
- 千鳥型水雷艇
  - 千鳥 - 単装8基（1944年8月-）[2]

### 敷設艦
- 厳島 - 連装2基（1935年-、1944年に連装1基を追加）[3]
- 沖島 - 連装2基（1936年9月-）[3]

### 急設網艦
- 白鷹 - 連装1基（1944年4月-）[3]
- 初鷹型急設網艦
  - 若鷹 - 連装2基（1941年11月-）[3]

### 敷設艇
- 燕型敷設艇 - 単装1基（竣工時。燕のみ1944年11月に25mm機銃に換装）[2]
- 夏島型敷設艇 - 単装1基（竣工時。猿島のみ1944年8月に25mm機銃に換装）[2]
- 測天型敷設艇 - 連装1基（竣工時）[3]
- 平島型敷設艇 - 連装1基（竣工時。由利島のみ1944年8月にさらに1基を追加）[3]
- 網代 - 連装2基（竣工時）[3]

### 掃海艇
- 第十三号型掃海艇 - 連装1基（竣工時）[3]、単装2基（竣工時。第十五号掃海艇のみ1944年9月に25mm機銃に換装）[2]
- 第十七号型掃海艇 - 連装1基（第十七・十八号掃海艇のみ?。1936年1月-1944年）[3]、単装2基（竣工時）[2]

### 駆潜艇
- 第十三号型駆潜艇 - 連装1基（竣工時）[3]
  - 第十七号・第十八号・第二十三号・第三十七号・第三十八号 - 単装2基（1944年11月-）[2]

### 輸送艦
- 第一号型輸送艦 - 単装5基（竣工時）[2]
  - 第二号輸送艦・第五号輸送艦・第七号輸送艦
- 第百一号型輸送艦 - 単装4基（竣工時）[2]
  - 第百四号・第百五号・第百三十号・第百五十二号・第百五十三号

### 運送艦
- 間宮 - 単装2基（1944年10月-[2]）
- 杵埼型給糧艦 - 単装2基（1944年-）[2]
  - 杵埼 - 連装1基（1940年9月-1944年?）[3]
  - 早埼 - 連装1基（1942年8月-1944年?）[3]
  - 白埼 - 連装1基（1943年1月-1944年?）[3]
  - 荒埼 - 連装1基（1943年5月-1944年?）[3]
- 大瀬 - 連装1基（1944年）[3]、単装2基（1944年）[2]
- 樫野 - 連装2基（竣工時）[3]
- 宗谷 - 連装3基（1942-1945年）

### その他艦艇
- 迅鯨型潜水母艦
  - 大鯨 - 連装2基（1938年9月-）[2]
- 能登呂 - 連装2基（1944年8月-）[3]
- 波勝 - 連装2基（1943年11月-）[3]

## 登場作品
『艦つく -Warship Craft-』
装備可能な兵器の一つとして登場。
『ゴジラ-1.0』
主人公が乗っていた船「新生丸」に搭載されていた兵器として登場。